# Erik Karlsson
Pour les articles homonymes, voir Karlsson.
Erik Sven Gunnar Karlsson (né le 31 mai 1990 à Landsbro en Suède) est un joueur professionnel suédois de hockey sur glace. Il joue au poste de défenseur. Karlsson a été repêché au premier tour, 15e au total, par les Sénateurs d'Ottawa lors de la séance de sélection de la LNH en 2008, avec lesquels il passe ses neuf premières saisons dans la LNH. Karlsson remporte à trois reprises le trophée James-Norris, décerné au meilleur défenseur de la LNH en 2012, 2015 et 2023.

## Carrière

### Carrière junior
Il commence sa carrière en jouant pour l'équipe moins de 18 ans pour l'IF Troja-Ljungby en 2005-2006. La saison suivante, il joue dans l'organisation de Södertälje SK avant de changer une nouvelle fois de club en 2007-08. Il porte alors les couleurs des Frölunda Indians aussi bien avec les juniors moins de 18 ans qu'avec les moins de 20 ans mais également avec l'équipe sénior du club.

### Sénateurs d'Ottawa (2009-2018)
Lors de l'été 2008, il participe au repêchage d'entrée dans la Ligue nationale de hockey et est choisi lors de la première ronde par les Sénateurs d'Ottawa, premier suédois choisi lors du repêchage. Daniel Alfredsson ancien joueur du Frölunda et capitaine des Sénateurs a été chargé d'annoncer devant le public des Sénateurs de la Place Banque Scotia le nom de Karlsson comme premier choix de la franchise. Le directeur général d'Ottawa de l'époque, Bryan Murray, a échangé le choix de premier tour d'Ottawa, 18e au total, et son choix de troisième ronde en 2009 aux Predators de Nashville en échange du choix de premier tour des Predators, 15e au total, pour s'assurer qu'aucune autre équipe ne choisirait Karlsson avant eux. Karlsson compte tout de même jouer encore une saison en Suède avant de penser rejoindre l'Amérique du Nord.
Karlsson commence la saison 2009-2010 avec les Sénateurs le 29 septembre 2009. Après avoir connu des difficultés lors de neuf matchs de saison régulière avec Ottawa, il a été envoyé au club-école des Sens dans la Ligue américaine de hockey, les Sénateurs de Binghamton. Le 27 novembre 2009, exactement un mois après avoir été envoyé dans la Ligue américaine, Karlsson a été rappelé de Binghamton. Il marque son premier but dans la LNH contre Niklas Bäckström du Wild du Minnesota lors d'une victoire 4-1 d'Ottawa le 19 décembre 2009. Il est resté dans la LNH jusqu'à la fin de la saison et a participé à tous les matchs des séries éliminatoires de la Coupe Stanley 2010.
Il établit un nouveau record avec les Sénateurs pour le plus grand nombre de points récoltés par un défenseur en une saison, lors d'un match contre les Islanders de New York le 26 février 2012 où il inscrit deux passes pour atteindre les 65 points, dépassant l'ancienne marque de 63 points détenue par Norm Maciver depuis la première saison de l’expansion de l’équipe en 1992-1993.
Le 19 juin 2012, Karlsson signe un contrat de sept ans et 45,5 millions de dollars avec les Sénateurs. Le lendemain, le 20 juin 2012, il remporte le trophée James-Norris remis annuellement au meilleur défenseur de la LNH. Il devient le deuxième Suédois, après le septuple vainqueur Nicklas Lidström, à remporter le prix, rejoignant ainsi les rangs des joueurs du temple de la renommée Bobby Orr et Denis Potvin en tant que seuls joueurs à avoir remporté le prix avant l'âge de 23 ans.

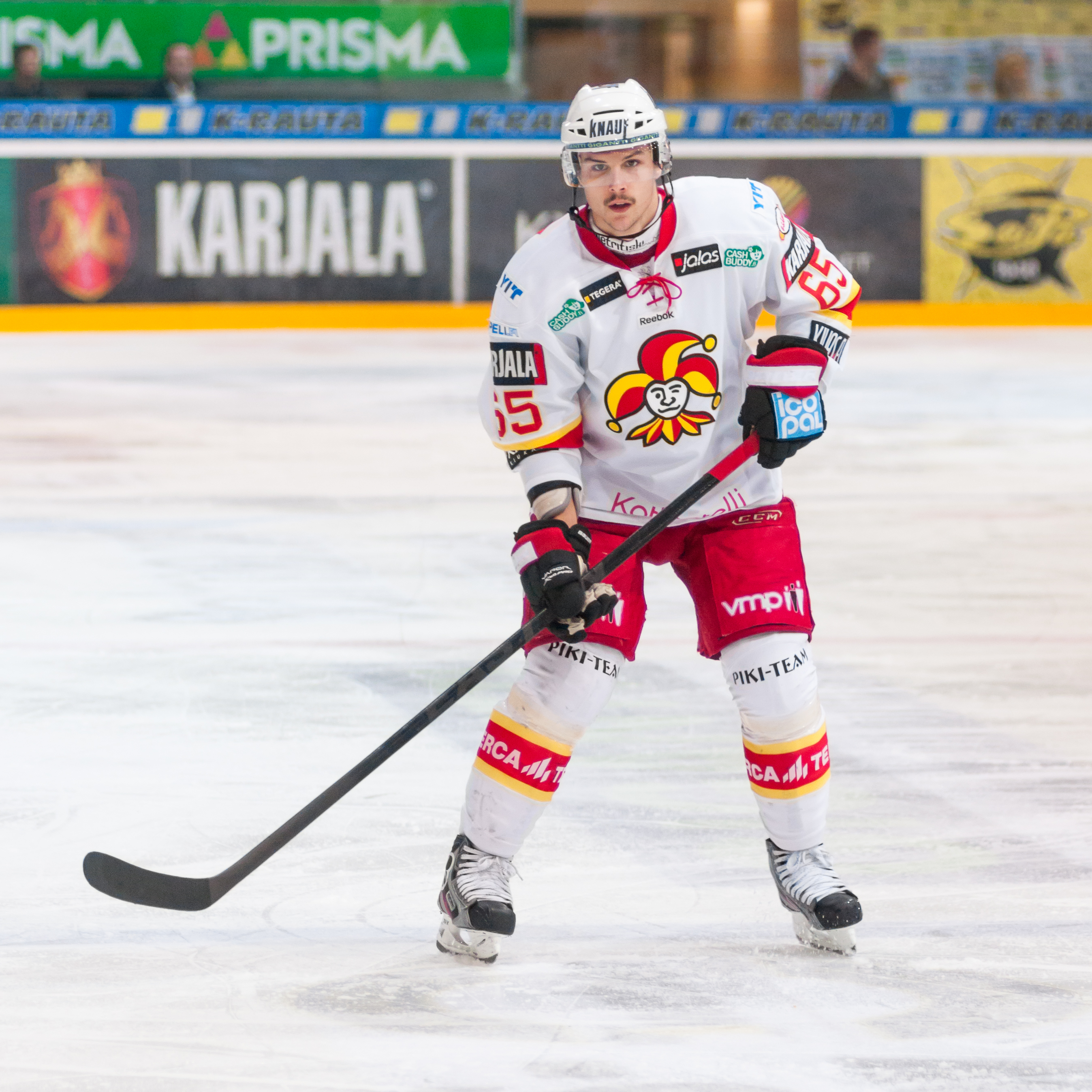
Karlsson avec Jokerit, l'équipe avec laquelle il a signé pendant le lock-out de la LNH en 2012-13.

Pendant le lock-out de la LNH en 2012-13, Karlsson signe avec Jokerit de la SM-liiga. Il a reçu une suspension d'un match pour avoir prétendument lancé son bâton sur un arbitre après un match le 8 décembre 2012. Il termine son séjour à Jokerit avec 9 buts et 25 passes (34 points) en 30 matchs, ce qui le place en tête des défenseurs pour le nombre de points. Une fois le lock-out terminé et la saison de la LNH entamée, Karlsson a rapidement inscrit un but et deux passes lors de la victoire d'Ottawa sur les Jets de Winnipeg (4-1) lors du match d'ouverture de la saison.
Karlsson participe aux 82 matchs de la saison 2013-2014 et il termine la saison avec 20 buts et 74 points, ce qui fait de lui le premier défenseur depuis Brian Leetch en 2000-2001 à avoir au moins 20 buts et 50 passes dans la même saison.
Le 2 octobre 2014, l'organisation des Sénateurs a annoncé que Karlsson serait le neuvième capitaine de l'histoire moderne de l'équipe, en remplacement de Jason Spezza, récemment échangé.
Karlsson est apparu dans les 82 matchs pour la troisième saison consécutive au cours de la saison 2015-2016 et a mené la ligue au chapitre des aides avec un record de carrière de 66 passes et a établi un record de carrière en points (82), terminant quatrième de la ligue en tant que marqueur aux côtés de l'attaquant des Sharks de San José, Joe Thornton. Avec son 81e point, Karlsson a battu le record du plus grand nombre de points en une seule saison par un défenseur suédois, qui avait été établi par Nicklas Lidström au cours de la saison 2005-2006.
Le 24 juin 2015, Karlsson remporte son deuxième trophée James-Norris en carrière, devançant les autres nommés Drew Doughty et P. K. Subban.
Au cours de la saison 2016-2017, Karlsson établit un record des Sénateurs, le 4 mars 2017, lorsqu'il apparaît dans son 312e match consécutif, brisant le précédent établi par le défenseur Chris Phillips. Cependant, il manquera son premier match en près de quatre ans à la fin du mois de mars 2017 après s'être blessé en bloquant un tir lors d'un match contre les Flyers de Philadelphie, mettant fin à sa série de matchs consécutifs à 324 matchs.

### Sharks de San José (2018-2023)
Le 13 septembre 2018, il est échangé aux Sharks de San José avec Francis Perron en retour de Chris Tierney, Dylan DeMelo, Rūdolfs Balcers et Josh Norris ainsi qu'un choix conditionnel de 2e tour en 2019 et un choix conditionnel de 1er tour en 2020. Il inscrit son premier but avec les Sharks le 18 novembre 2018 lors d'une victoire 4-0 contre les Blues de Saint-Louis.
Le 17 juin 2019, Karlsson signe un contrat de huit ans et 92 millions de dollars pour rester avec les Sharks, pour une valeur annuelle de 11,5 millions de dollars. Son nouveau contrat fait de Karlsson le défenseur le mieux payé de l'histoire de la ligue et le troisième joueur le mieux payé de la ligue, derrière Auston Matthews (11,6 millions de dollars par an) et Connor McDavid (12,5 millions de dollars par an).
Lors de la saison 2022-2023, à l'âge de 32 ans, il atteint des sommets personnels pour le nombre de buts (25), le nombre d'assistances (76) et le nombre de points (101) en une saison. Il devient le sixième défenseur de la LNH à inscrire 100 points en une saison après Brian Leetch, Al MacInnis, Paul Coffey, Denis Potvin et Bobby Orr. Brian Leetch était le dernier à réussir l'exploit en 1991-1992.

### Penguins de Pittsburgh (2023-)
Le 6 août 2023, les Sharks échangent Karlsson aux Penguins de Pittsburgh dans une transaction à trois équipes impliquant les Canadiens de Montréal.

### Carrière internationale
Il joue pour la première fois pour l'équipe de Suède moins de 18 ans en 2008 lors du championnat du monde. L'équipe finit à la quatrième place du tournoi mais Karlsson est tout de même élu meilleur défenseur du tournoi.

## Style de jeu
Les performances de Karlsson ont été largement saluées par les joueurs de hockey sur glace actuels et anciens, les entraîneurs principaux et les médias. Il est réputé pour sa vitesse, notamment sa capacité à mener une ruée et à être le premier homme à revenir pour défendre, et pour sa capacité à faire des jeux,. En 2012, Bobby Orr a fait l'éloge de Karlsson pour son patinage rapide et ses performances, le comparant à d'anciens défenseurs tels que Larry Robinson et Paul Coffey, tandis que Coffey lui-même a fait l'éloge de Karlsson comme étant un « joueur d'élite » et l'un des meilleurs joueurs de la NHL,.

## Statistiques
| Saison     | Équipe                 | Ligue              |       | Saison régulière | Saison régulière | Saison régulière | Saison régulière | Saison régulière |   | Séries éliminatoires | Séries éliminatoires | Séries éliminatoires | Séries éliminatoires | Séries éliminatoires |
| Saison     | Équipe                 | Ligue              | PJ    | B                | A                | Pts              | Pun              | PJ               | B | A                    | Pts                  | Pun                  |                      |                      |
| 2005-2006  | IF Troja-Ljungby U18   | Elit Jr. 18        |       |                  |                  |                  |                  |                  |   |                      |                      |                      |                      |                      |
| 2006-2007  | Södertälje SK U18      | Allsvenskan Jr. 18 | 2     | 0                | 1                | 1                | 33               |                  |   |                      |                      |                      |                      |                      |
| 2006-2007  | Södertälje SK U20      | Superelit Jr. 20   | 10    | 2                | 8                | 10               | 8                | -                | - | -                    | -                    | -                    |                      |                      |
| 2007-2008  | Frölunda Indians U18   | Elit Jr. 18        | 2     | 1                | 1                | 2                | 0                | -                | - | -                    | -                    | -                    |                      |                      |
| 2007-2008  | Frölunda Indians U18   | Allsvenskan Jr. 18 | 1     | 0                | 1                | 1                | 2                | 2                | 0 | 1                    | 1                    | 10                   |                      |                      |
| 2007-2008  | Frölunda Indians U20   | Superelit Jr. 20   | 38    | 13               | 24               | 37               | 68               | 5                | 1 | 0                    | 1                    | 4                    |                      |                      |
| 2007-2008  | Frölunda Indians       | Elitserien         | 7     | 1                | 0                | 1                | 0                | 6                | 0 | 0                    | 0                    | 0                    |                      |                      |
| 2008-2009  | Frölunda Indians U20   | Superelit Jr. 20   | 1     | 0                | 2                | 2                | 2                | -                | - | -                    | -                    | -                    |                      |                      |
| 2008-2009  | Borås HC               | Allsvenskan        | 7     | 0                | 1                | 1                | 14               | -                | - | -                    | -                    | -                    |                      |                      |
| 2008-2009  | Frölunda Indians       | Elitserien         | 45    | 5                | 5                | 10               | 10               | 11               | 1 | 2                    | 3                    | 24                   |                      |                      |
| 2009-2010  | Senators de Binghamton | LAH                | 12    | 0                | 11               | 11               | 22               | -                | - | -                    | -                    | -                    |                      |                      |
| 2009-2010  | Sénateurs d'Ottawa     | LNH                | 60    | 5                | 21               | 26               | 24               | 5                | 1 | 5                    | 6                    | 4                    |                      |                      |
| 2010-2011  | Sénateurs d'Ottawa     | LNH                | 75    | 13               | 32               | 45               | 50               | -                | - | -                    | -                    | -                    |                      |                      |
| 2011-2012  | Sénateurs d'Ottawa     | LNH                | 81    | 19               | 59               | 78               | 42               | 7                | 1 | 0                    | 1                    | 4                    |                      |                      |
| 2012-2013  | Jokerit                | SM-liiga           | 30    | 9                | 25               | 34               | 24               | -                | - | -                    | -                    | -                    |                      |                      |
| 2012-2013  | Sénateurs d'Ottawa     | LNH                | 17    | 6                | 8                | 14               | 8                | 10               | 1 | 7                    | 8                    | 6                    |                      |                      |
| 2013-2014  | Sénateurs d'Ottawa     | LNH                | 82    | 20               | 54               | 74               | 36               | -                | - | -                    | -                    | -                    |                      |                      |
| 2014-2015  | Sénateurs d'Ottawa     | LNH                | 82    | 21               | 45               | 66               | 42               | 6                | 1 | 3                    | 4                    | 2                    |                      |                      |
| 2015-2016  | Sénateurs d'Ottawa     | LNH                | 82    | 16               | 66               | 82               | 50               | -                | - | -                    | -                    | -                    |                      |                      |
| 2016-2017  | Sénateurs d'Ottawa     | LNH                | 77    | 17               | 54               | 71               | 28               | 19               | 2 | 16                   | 18                   | 10                   |                      |                      |
| 2017-2018  | Sénateurs d'Ottawa     | LNH                | 71    | 9                | 53               | 62               | 36               | -                | - | -                    | -                    | -                    |                      |                      |
| 2018-2019  | Sharks de San José     | LNH                | 53    | 3                | 42               | 45               | 22               | 19               | 2 | 14                   | 16                   | 8                    |                      |                      |
| 2019-2020  | Sharks de San José     | LNH                | 56    | 6                | 34               | 40               | 16               | -                | - | -                    | -                    | -                    |                      |                      |
| 2020-2021  | Sharks de San José     | LNH                | 52    | 8                | 14               | 22               | 18               | -                | - | -                    | -                    | -                    |                      |                      |
| 2021-2022  | Sharks de San José     | LNH                | 50    | 10               | 25               | 35               | 14               | -                | - | -                    | -                    | -                    |                      |                      |
| 2022-2023  | Sharks de San José     | LNH                | 82    | 25               | 76               | 101              | 36               | -                | - | -                    | -                    | -                    |                      |                      |
| 2023-2024  | Penguins de Pittsburgh | LNH                | 82    | 11               | 45               | 56               | 44               | -                | - | -                    | -                    | -                    |                      |                      |
| Totaux LNH | Totaux LNH             | Totaux LNH         | 1 002 | 189              | 628              | 817              | 466              | 67               | 8 | 45                   | 53                   | 34                   |                      |                      |

### Statistiques en équipe nationale
| Année | Équipe    | Compétition                          |    | PJ | B | A  | Pts | Pun | +/-                    |  | Résultat |
| 2008  | Suède U18 | Championnat du monde moins de 18 ans | 6  | 0  | 7 | 7  | 4   | +8  | 4e place               |  |          |
| 2009  | Suède U20 | Championnat du monde junior          | 6  | 2  | 7 | 9  | 0   | +6  | Médaille d'argent      |  |          |
| 2010  | Suède     | Championnat du monde                 | 9  | 1  | 3 | 4  | 2   | +2  | Médaille de bronze     |  |          |
| 2012  | Suède     | Championnat du monde                 | 8  | 3  | 4 | 7  | 2   | +3  | 6e place               |  |          |
| 2014  | Suède     | Jeux olympiques                      | 6  | 4  | 4 | 8  | 0   | +5  | Médaille d'argent      |  |          |
| 2016  | Suède     | Coupe du monde                       | 4  | 1  | 3 | 4  | 2   | +2  | Défaite en demi-finale |  |          |
| 2024  | Suède     | Championnat du monde                 | 10 | 6  | 5 | 11 | 0   | +9  | Médaille de bronze     |  |          |
| 2025  | Suède     | Confrontation des 4 nations          | 3  | 1  | 2 | 3  | 2   | +2  | 3e place               |  |          |

## Trophées et honneurs personnels

### Ligue nationale de hockey
- 2010-2011 : participe au 58e Match des étoiles[25] (1)
- 2011-2012 : 
  - participe au 59e Match des étoiles (2)
  - remporte le trophée James-Norris (1)
  - sélectionné dans la première équipe d'étoiles (1)
  - remporte le trophée viking, remis au meilleur joueur suédois évoluant dans la LNH (1)
- 2014-2015 :
  - remporte le trophée James-Norris (2)
  - sélectionné dans la première équipe d'étoiles (2)
- 2015-2016 :
  - participe au 61e Match des étoiles (3)
  - nommé dans la première équipe d'étoiles (3)
  - remporte le trophée viking (2)
- 2016-2017 : 
  - nommé dans la première équipe d'étoiles de la ligue[26] (4)
  - participe au 62e Match des étoiles[27] (4)
  - remporte le trophée viking (3)
- 2017-2018 : participe au 63e Match des étoiles (5)
- 2018-2019 : participe au 64e Match des étoiles (6)
- 2010-2019 : sélectionné dans la seconde équipe d'étoiles de la décennie
- 2022-2023 : 
  - participe au 67e Match des étoiles (7)
  - remporte le trophée James-Norris (3)
  - nommé dans la première équipe des étoiles